# Plexus nerveux cervical postérieur
Le plexus nerveux cervical postérieur (ou plexus de Cruveilhier) est l'ensemble des deux anses anastomotiques formés entre le nerf suboccipital et le nerf grand occipital, et celle entre le nerf grand occipital et le troisième nerf occipital.